# XVI Галльский легион
XVI Галльский легион (лат. Legio XVI Gallica) — римский легион, сформированный Октавианом в 41 или 40 году до н. э. Принимал участие в нескольких конфликтах, как внутренних, так и внешних. Прекратил своё существование в 70 году. Символ легиона, скорее всего, — лев.

## История легиона

### Основание

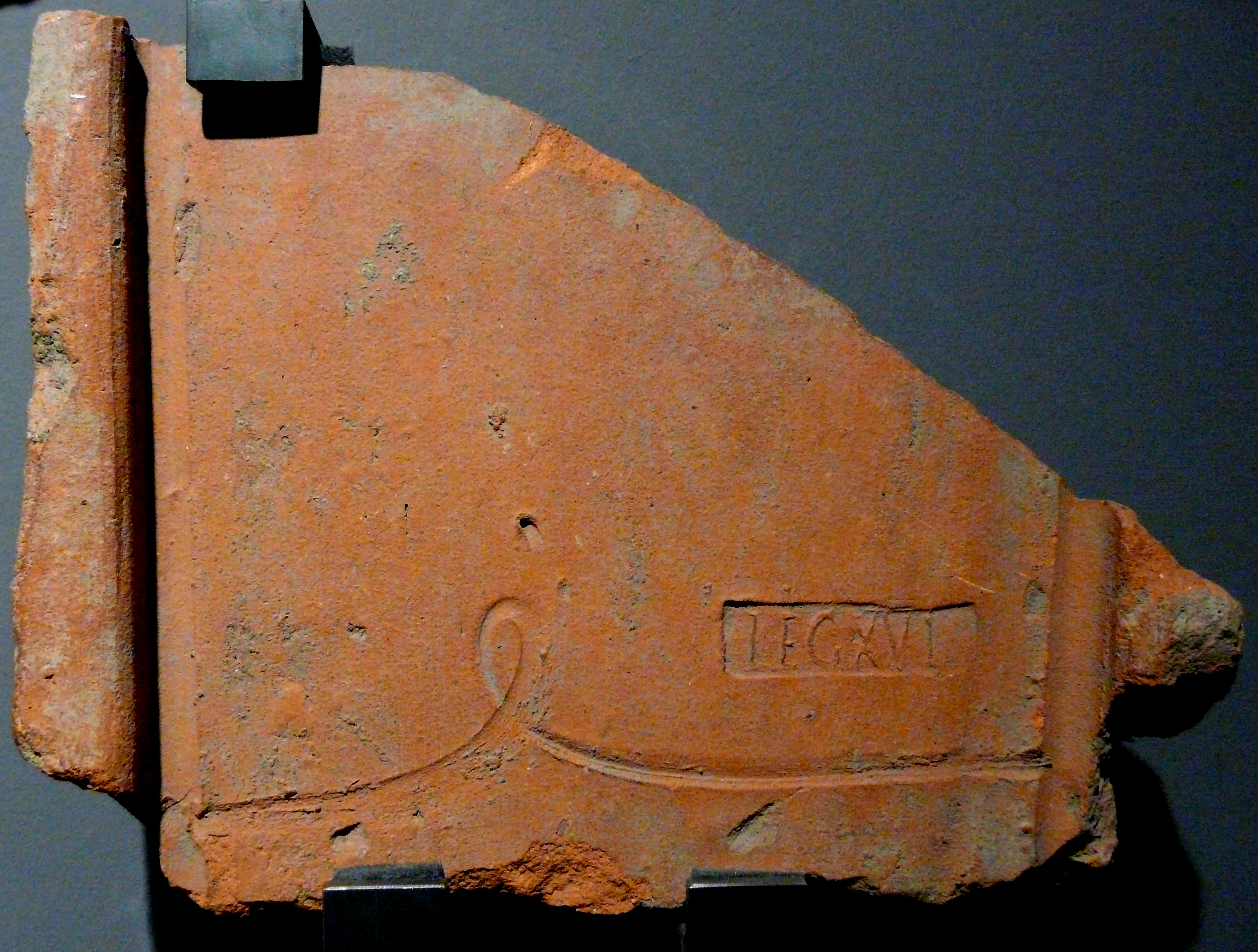
Обломок плитки с клеймом XVI Галльского легиона

Этот легион был основан в 41 или 40 году до н. э. Октавианом, который нуждался в дополнительных силах, чтобы положить конец оккупации Секстом Помпеем Сицилии, ставившей под угрозу поставки зерна в Рим. Когда в 36 году до н. э. Помпей потерпел поражение, легион был, возможно, отправлен в Африку, где было найдено несколько монет с легендой «LEG XVI» и портретом молодого Октавиана. Не позднее 27 года до н. э. XVI Галльский легион дислоцировался в Галлии. Возможно, после этого он служил некоторое время на германской границе.

### Реция
По одной из версий, с 15 года до н. э. по 9 год н. э. отдельные подразделения XVI Галльского легиона располагались в районе Аугсбурга в Реции. В 1959 году на гравийном карьере возле Ной-Ульма был обнаружен шлем типа Хагенау с надписью, упоминавшей легион: «Le(gio) XVI P(ubli) Aur(eli) IR(?)I (centuria) Arabi M(arci) Munati». Тем более, что место находки располагается неподалёку от развалин римской крепости Бурлафинген. Шлем является типичным для первой половины I века и в целом совпадает с временем постройки крепости.
Однако крепость в Бурлафингене и в соседнем Нерзингене скорее являются пунктами пограничного контроля и пребывание легиона тут маловероятно. И даже найденный шлем не может окончательно подтвердить обратное. Ввиду того, что в районе Бурлафингена было найдено много вещей в находящемся рядом Дунае, предполагается, что шлем нужно рассматривать как пожертвование реке. Этот дар мог быть сделан набранным из местного населения легионером, который придерживался старых местных обычаев.

### Могонциак

План Могонциака

В 13 году до н. э. XIV Парный и XVI Галльский легионы были передислоцированы в недавно построенный лагерь в Могонциаке. В 12—9 годах до н. э. XVI Галльский легион входил в состав римской армии под командованием Друза Старшего, участвовавшей в кампании в Германии. Когда Друз скончался в 9 году до н. э., солдаты XIV Парного и XVI Галльского легионов построили в его честь кенотаф в Могонциаке.
В 6 году Тиберий отправился в поход против маркоманского царя Маробода. В общей сложности им было задействовано двенадцать легионов вместе с вспомогательными войсками, что представляло собой половину общего военного потенциала римлян в то время. Вскоре после начала кампании Тиберий получил известие о восстании в Паннонии. Заключив мир с Марободом, Тиберий отправился на подавления восстания. Несомненно, XVI Галльский легион принимал участие в этих событиях.
Осенью 9 года, когда три римских легиона были уничтожены в сражении в Тевтобургском Лесу, XVI Галльский легион на некоторое время занял город Алтарь убиев и предотвратил германское нападение на Белгику. Тем не менее, база легиона осталась в Могонциаке, куда он вскоре вернулся и был дополнен XIII Парным и II Августовым легионами. После смерти Августа в 14 году в Германии взбунтовались легионы, но они вскоре были успокоены Германиком и приведены к присяге. В 14—16 годах легионы воевали против германцев за Рейном.
Зимой 40/41 года наместник Верхней Германии Сервий Сульпиций Гальба (будущий император) разгромил германское племя хаттов, которое жило недалеко от Могонциака, и, хотя XVI Галльский легион не упоминается при описании этого события Дионом Кассием, он, скорее всего, принимал в нём активное участие.
Анализ надписей из Могонциака показал, что 71 % легионеров XVI Галльского легиона были италийского происхождения, а 29 % — галльского.

### Новезий
В 43 году, когда император Клавдий забрал XX Валериев Победоносный легион из Новезия (Нижняя Германия) для вторжения в Британию, XVI Галльский был туда передислоцирован. Легионеры, кажется, восстановили часть своей новой крепости, вероятно, с использованием камня, который они добывали в Броле. В Броле, возможно, также стояла вексилляция легиона. Предположительно, в это время легион носил прозвище «Германский».
В 67 году легион участвовал в подавлении восстания наместника Лугдунской Галлии Гая Юлия Виндекса. В 69 году XVI Галльский легион принёс присягу преемнику Нерона Гальбе, но вскоре перешёл на сторону наместника Нижней Германии Вителлия, провозгласившего себя императором. Часть легиона отправилась с ним в поход на Италию. Она принимала участие в сражении при Бедриаке, но затем потерпела поражение при Кремоне от войска Веспасиана.
Между тем в Нижней Германии началось Батавское восстание. Римский экспедиционный корпус, состоявший из остатков V легиона Жаворонков и XV Первородного, был разбит у Новиомага и зимой 69/70 года оказался в осаде в Кастре Ветере. Хотя I Германский, XVI Галльский и XXII Первородный легионы пытались спасти их, два легиона в Кастре Ветере были вынуждены сдаться в марте 70 года, но были перебиты. Ненамного позже I Германский и XVI Галльский сдались в Бонне.
Прошло несколько месяцев, прежде чем новый император Веспасиан мог послать сильную римскую армию под командованием своего родственника Квинта Петиллия Цериала, которая разгромила бунтовщиков. V легион Жаворонков и XV Первородный так никогда и не были восстановлены; XVI Галльский и IV Македонский, который охранял Могонциак, были расформированы, но из числа их солдат были набраны новые IV Счастливый Флавиев и XVI Стойкий Флавиев легионы.